# Вукосавле
Вукосавле (серб. Вукосавље) —  населённый пункт (село) в Республике Сербской на северо-востоке Боснии и Герцеговины. Центр общины (муниципалитета) Вукосавле.

## Население
Численность населения села Вукосавле по переписи 2013 года составила 768 человек.

## История
Образован после Дейтонского соглашения 1995 года (из восточной половины территории населённого пункта Якеш (серб. Јакеш), располагавшегося на севере довоенной общины Модрича) как центр новообразованной общины Вукосавле.